# Svésedlice
Svésedlice är en ort i Tjeckien.   Den ligger i regionen Olomouc, i den östra delen av landet, 220 km öster om huvudstaden Prag. Svésedlice ligger 275 meter över havet och antalet invånare är 172.
Terrängen runt Svésedlice är platt åt sydväst, men åt nordost är den kuperad.Runt Svésedlice är det ganska tätbefolkat, med 78 invånare per kvadratkilometer. Närmaste större samhälle är Olomouc, 9,6 km väster om Svésedlice. Trakten runt Svésedlice består till största delen av jordbruksmark.